# Liste der Einträge im National Register of Historic Places im Butte County (Kalifornien)

Butte County liegt im Norden des amerikanischen Bundesstaats Kalifornien. Es gehörte 1850 zu den 27 ursprünglichen Verwaltungseinheiten Kaliforniens, umfasste zu jener Zeit aber eine deutlich größere Fläche als heute.

Die Liste der Einträge im National Register of Historic Places im Butte County in Kalifornien gibt eine Übersicht über die Bauwerke und historischen Stätten im Butte County, die in das National Register of Historic Places aufgenommen wurden.
Die überwiegende Mehrzahl der Bauwerke und historischen Stätten liegt in den Städten Chico und Oroville. Die ehemalige Goldgräberstadt Oroville, heute Verwaltungssitz des Butte County, zählt sieben Einträge, darunter der chinesische Tempel aus dem Jahr 1863, der an die Geschichte der chinesischen Einwanderer im kalifornischen Goldrausch erinnert. Weitere Zeugnisse aus der Zeit des Goldrauschs sind Gebäude im historischen Stadtkern Orovilles, der als Old Oroville Commercial District in der Denkmalliste verzeichnet ist. Unter den elf in Chico gelegenen Bauwerken und historischen Stätten ragt das ehemalige Wohnhaus von General John Bidwell, dem Gründer Chicos, und seiner Frau Annie Bidwell heraus. Zu Lebzeiten John Bidwells war das 1865 fertiggestellte viktorianische Bidwell Mansion mit seinen 26 Zimmern und seiner für die Zeit äußerst modernen Ausstattung das soziale und kulturelle Zentrum des oberen Sacramento Valley. Das historische Gebäude wurde im Dezember 2024 durch einen Brand zerstört.
Neben den Bauwerken und historischen Stätten aus den Anfangsjahren der beiden größeren Städte im Butte County sind auf der Denkmalliste auch Gebäude aus den letzten drei Jahrzehnten des 19. Jahrhunderts verzeichnet, die an die ökonomische Blütezeit der stark landwirtschaftlich geprägten Region erinnern. Hierzu gehören das Southern Pacific Railroad Depot in Chico und das Hazel Hotel in Gridley als Zeugnisse der Eisenbahn-Ära beider Orte.
Zu den auf der Denkmalliste verzeichnete Gebäuden aus der ersten Hälfte des 20. Jahrhunderts gehören die Postämter Chicos und Orovilles, die Carnegie-Bibliothek und das Filmtheater Orovilles, sowie das 1930 eingeweihte Oroville Inn, das einst Thomas Alva Edison gehörte.
Unter den Architekten der auf der Denkmalliste verzeichneten Bauwerke sind Timothy L. Pflueger sowie Arthur B. Benton hervorzuheben. Der deutschstämmige Pflueger entwarf neben dem State Theatre in Oroville auch eine Reihe anderer Kinos in Kalifornien und ist heute vor allem durch die von ihm entworfenen Hochhäuser in San Francisco bekannt. Benton entwarf zahlreiche Gebäude in Los Angeles; die nach seinen Entwürfen gebaute St. John’s Episcopal Church (heute St. Augustine of Canterbury Anglican Church) in Chico gilt als einer der bedeutendsten Kirchenbauten aus der Zeit um die Jahrhundertwende in Nordkalifornien.

## Aktuelle Einträge
Hinweis: Bei einigen der Einträge liegt das NRHP-Dokument nicht als Digitalisat vor und es gibt keine Angaben zu Koordinaten. Auf diese Weise versucht der National Park Service die Stätten vor Raubgrabungen oder anderweitigen Beschädigungen zu schützen.
| NRHP | Historic Place                      |
| NHLD | National Historic Landmark District |
| HD   | Historic District                   |

- Karte mit allen Koordinaten:
- OSM |
- WikiMap

| [ 3 ] | Name                                   | Bild                             | Eintragsdatum                 | Lage                                                                                            | Ort           | Beschreibung |
| ----- | -------------------------------------- | -------------------------------- | ----------------------------- | ----------------------------------------------------------------------------------------------- | ------------- | --- |
| 1     | Allen-Sommer-Gage House                | weitere Bilder                   | 13. Apr. 1977 ID-Nr. 77000288 | 410 Normal St. 39° 43′ 36″ N, 121° 50′ 30″ W                                                    | Chico         | Das von R. H. Allen im Greek Revival-Stil entworfene und um 1862 fertiggestellte Gebäude liegt im South Campus Neighborhood und gilt als das älteste erhaltene Wohnhaus Chicos; es wird heute von einer Sorority genutzt |
| 2     | Bidwell Mansion                        | weitere Bilder                   | 24. März 1972 ID-Nr. 72000216 | 525 Esplanade 39° 43′ 59″ N, 121° 50′ 32″ W                                                     | Chico         | Ehemaliges Wohnhaus von General John Bidwell, dem Gründer Chicos, und seiner Frau Annie Bidwell; nach ihrer Heirat im Jahr 1868 wurde das dreistöckige viktorianische Gebäude mit 26 Zimmern zum sozialen und kulturellen Zentrum des oberen Sacramento Valley; das Gebäude wurde am 11. Dezember 2024 durch einen Brand zerstört |
| 3     | Centerville Schoolhouse                | weitere Bilder                   | 24. März 1972 ID-Nr. 72000219 | 13548 Centerville Rd. 39° 47′ 17″ N, 121° 39′ 17″ W                                             | Paradise      | Historische Schule in einer ehemaligen Goldgräbersiedlung; an Wochenenden – gemeinsam mit dem direkt nebenan errichteten Coleman Museum zur Geschichte des Butte Creek Canyon – für Besucher nachmittags geöffnet |
| 4     | A. H. Chapman House                    | weitere Bilder                   | 28. Jan. 1982 ID-Nr. 82002170 | 256 E. 12th St. 39° 43′ 30″ N, 121° 50′ 27″ W                                                   | Chico         | Ehemaliges Haus des Geschäftsmannes Augustus ‚Gus‘ Chapman (1827–1899) und seiner Frau Sarah aus der zweiten Hälfte des 19. Jahrhunderts; vermutlich von dem Architekten Henry Cleaveland nach dem Vorbild von Andrew Jackson Downings „Cottage in the Rhine Style“ entworfen und von Chapman als seine „German Cottage“ bezeichnet; heute in dem nach Chapman benannten Arbeiterviertel „Chapmantown“ gelegen und im Besitz der emeritierten Politikwissenschaftlerin und Biografin Chapmans Michele Shover |
| 5     | W. W. Durham House                     | W. W. Durham House               | 2. Apr. 1992 ID-Nr. 92000316  | 2280 Durham-Dayton Rd. 39° 38′ 48″ N, 121° 47′ 36″ W                                            | Durham        | 1874 für William Wellington Durham (1844–1907) und seine Braut Minnie Van Ness Durham erbautes Wohnhaus im Italianate-Stil in der nach Durham benannten Ortschaft; heute als Bed and Breakfast genutzt |
| 6     | Forks of Butte                         |                                  | 2. Jan. 2004 ID-Nr. 03001357  | Koordinaten fehlen                                                                              | Paradise      | [NRHP-Dokument liegt nicht als Digitalisat vor] |
| 7     | Hazel Hotel                            | weitere Bilder                   | 13. Juli 2001 ID-Nr. 01000705 | 39° 21′ 54″ N, 121° 41′ 43″ W                                                                   | Gridley       | Zweistöckiges Backsteingebäude im Italianate-Stil, fertiggestellt im Jahr 1890; im Herzen von Gridley gelegen ist das nach der Hazel Street benannte Bauwerk das einzige erhaltene Bindeglied zur Eisenbahn-Ära der Stadt und eines der letzten erhaltenen Gebäude in Gridley, das vor der Jahrhundertwende errichtet wurde |
| 8     | Honey Run Covered Bridge               | weitere Bilder                   | 23. Juni 1988 ID-Nr. 88000920 | 1670 Honey Run Rd. 39° 43′ 44″ N, 121° 42′ 9″ W                                                 | Chico         | Überdachte, rund 72 ½ Meter lange Holzbrücke über den Butte Creek auf halber Strecke zwischen Chico und Paradise; zerstört im Camp Fire am 8. November 2018 und seit 2021 im Wiederaufbau begriffen |
| 9     | Inskip Hotel                           | weitere Bilder                   | 2. Mai 1975 ID-Nr. 75000425   | 39° 59′ 25,3″ N, 121° 33′ 1,9″ W                                                                | Stirling City | In der heutigen Geisterstadt Inskip gelegenes Gebäude, das zwischen 1868 und den späten 1990er Jahren fast ununterbrochen als Hotel betrieben wurde; nach Ende des Goldrauschs in der Region war der Weiterbetrieb allein deshalb möglich, weil das Hotel als Zwischenstation auf der Strecke zwischen Oroville und Susanville diente; heute privat genutzt |
| 10    | Fong Lee Company                       | weitere Bilder                   | 11. März 1982 ID-Nr. 82002173 | 1500 Broderick St. 39° 30′ 48,4″ N, 121° 33′ 42,4″ W                                            | Oroville      | [NRHP-Dokument liegt nicht als Digitalisat vor] |
| 11    | Magalia Community Church               | weitere Bilder                   | 11. Jan. 1982 ID-Nr. 82002172 | 13700 Skyway 39° 48′ 28,7″ N, 121° 34′ 46,5″ W                                                  | Magalia       | Historische Holzkirche in einer kleinen Ortschaft in den Ausläufern der Sierra Nevada; 1904 auf Initiative von der in der Woman’s Christian Temperance Union engagierten Carrie Brydon und finanziell gefördert von Annie Bidwell aus Materialien eines Vorgängerbaus errichtet |
| 12    | Mud Creek Canyon                       |                                  | 14. Aug. 1973 ID-Nr. 73000396 | Koordinaten fehlen                                                                              | Chico         | [NRHP-Dokument liegt nicht als Digitalisat vor] |
| 13    | Oroville Carnegie Library              | weitere Bilder                   | 8. Mai 2007 ID-Nr. 07000405   | 1675 Montgomery St. 39° 30′ 46″ N, 121° 33′ 34″ W                                               | Oroville      | Zweistöckige Carnegie-Bibliothek im Classical Revival-Stil aus dem Jahr 1912; eine von achtzehn in jenem Baustil zwischen 1903 und 1915 fertiggestellten und heute noch erhaltenen Carnegie-Bibliotheken in Kalifornien; heute die Butte County Public Law Library |
| 14    | Oroville Chinese Temple                | weitere Bilder                   | 30. Juli 1976 ID-Nr. 76000478 | 1500 Broderick St. 39° 30′ 49″ N, 121° 33′ 39″ W                                                | Oroville      | Chinesischer Tempel aus dem Jahr 1863; der Tempel befindet sich heute im Besitz der Stadt Oroville und wird als Museum, sowie weiterhin gelegentlich für Gottesdienste genutzt |
| 15    | Old Oroville Commercial District       | Old Oroville Commercial District | 28. Juli 1983 ID-Nr. 83001174 | Montgomery St., Myers St., Huntoon St. und Miner Alley 39° 30′ 50″ N, 121° 33′ 19″ W            | Oroville      | Historischer Stadtkern der ehemaligen Goldgräberstadt Oroville mit 16 Geschäftsgebäuden aus der Zeit zwischen 1856 und 1912, die ihr typisches Erscheinungsbild seit der Jahrhundertwende weitestgehend erhalten haben |
| 16    | Oroville Inn                           | weitere Bilder                   | 13. Sep. 1990 ID-Nr. 90001431 | 2066 Bird St. 39° 30′ 49,1″ N, 121° 33′ 16,3″ W                                                 | Oroville      | 1930 eingeweihtes fünfstöckiges Hotel im Spanish Colonial Revival-Stil, das einst Thomas Alva Edison gehörte und heute als Studentenwohnheim dient |
| 17    | Patrick Ranch House                    | Patrick Ranch House              | 23. Feb. 1972 ID-Nr. 72000217 | 10381 Midway 39° 40′ 59,6″ N, 121° 48′ 11,2″ W                                                  | Durham        | 1877 fertiggestelltes Wohnhaus eines frühen Kolonisten, aus Backstein und Holz im Stil einer italienischen Villa errichtet; auf halbem Wege zwischen Chico und Durham gelegen und heute als Museum sowie für Hochzeiten genutzt |
| 18    | Patrick Rancheria                      |                                  | 23. Feb. 1972 ID-Nr. 72000218 | Koordinaten fehlen                                                                              | Durham        | [NRHP-Dokument liegt nicht als Digitalisat vor] |
| 19    | Silberstein Park Building              | weitere Bilder                   | 17. Feb. 1983 ID-Nr. 83001175 | 426, 430 und 434 Broadway 39° 43′ 40,2″ N, 121° 50′ 22″ W                                       | Chico         | Dreistöckiges, 1909 erbautes Geschäftshaus in der Innenstadt von Chico, dessen Straßenfassade mit glasierten weißen Terrakotta-Ziegeln verkleidet ist. Das Gebäude ist Teil eines Ensembles aus der Zeit des kommerziellen Aufschwungs Chicos, in der einstöckige Holzkonstruktionen durch repräsentativere Gebäude ersetzt wurden. |
| 20    | South Campus Neighborhood              | weitere Bilder                   | 24. Juni 1991 ID-Nr. 91000636 | Areal innerhalb W. 2nd St., Normal St., W. 6th St. und Cherry St. 39° 43′ 34″ N, 121° 50′ 30″ W | Chico         | Ältestes Wohnviertel Chicos, das durch zahlreiche historische Häuser im viktorianischen Stil geprägt ist; heute wegen seiner Nähe zum Campus der Universität vor allem bei Studenten beliebt |
| 21    | Southern Pacific Depot                 | weitere Bilder                   | 24. Juni 1991 ID-Nr. 87000001 | 450 Orange St. 39° 43′ 24,1″ N, 121° 50′ 49,5″ W                                                | Chico         | 1892 von der Southern Pacific Railroad erbauter Bahnhof auf der Strecke zwischen Sacramento und Redding; ein typischer Vertreter der in den 1880er und 1890er Jahren aus Holz errichteten ländlichen Bahnhöfe im Stick Eastlake-Stil; heute täglich vom Amtrak Coast Starlight Service bedient |
| 22    | St. John’s Episcopal Church            | weitere Bilder                   | 21. Jan. 1982 ID-Nr. 82002171 | 228 Salem St. 39° 43′ 42,5″ N, 121° 50′ 40,2″ W                                                 | Chico         | Von Arthur B. Benton (1858–1927) entworfene und 1905 fertiggestellte Kirche, die im Jahr 1912 drei Straßenblöcke von ihrem ursprünglichen an ihren jetzigen Standort verlegt wurde; das im Gothic Revival-Stil mit Eastlake-Elementen ausgeführte Bauwerk gilt als einer der bedeutendsten Kirchenbauten aus der Jahrhundertwende in Nordkalifornien und wird – nach Jahren der Nutzung als Restaurant – heute unter dem Namen St. Augustine of Canterbury Anglican Church wieder als Kirche genutzt         |
| 23    | Stansbury House                        | weitere Bilder                   | 5. Juni 1975 ID-Nr. 75000424  | 307 W 5th St. 39° 43′ 36,2″ N, 121° 50′ 32,9″ W                                                 | Chico         | Früheres Wohnhaus des Arztes Oscar Stansbury (1852–1925) aus dem Jahr 1883 im Italianate-Stil; im South Campus Neighborhood gelegen und heute als Museum und Ort von jährlich wiederkehrenden Veranstaltungen wie dem Stansbury Ice Cream Social und der Victorian Christmas genutzt |
| 24    | State Theatre                          | weitere Bilder                   | 13. Sep. 1991 ID-Nr. 91001383 | 1489 Myers St. 39° 30′ 45,4″ N, 121° 33′ 25,4″ W                                                | Oroville      | Von dem renommierten Architekten Timothy L. Pflueger (1892–1946) aus San Francisco im Spanish Colonial Revival-Stil entworfenes und 1928 eröffnetes Filmtheater mit einer zweistöckigen Fassage zur Myers Street und einem drei Stockwerke hohen Zuschauerraum; errichtet zur Zeit eines – vor allem durch die Landwirtschaft vorangetriebenen – ökonomischen Aufschwungs in Oroville; im Vorfeld seines hundertjährigen Jubiläums wird das Kino zurzeit umfassend renoviert                                 |
| 25    | US Post Office – Chico Midtown Station | weitere Bilder                   | 11. Jan. 1985 ID-Nr. 85000122 | 141 W 5th St. 39° 43′ 39,7″ N, 121° 50′ 28,1″ W                                                 | Chico         | Im Second Renaissance Revival-Stil ausgeführtes Postgebäude im Herzen Chicos aus der Zeit Oscar Wenderoths (1871–1938) als Leiter des Office of the Supervising Architect; das zweistöckige Gebäude diente bis 1960 als Hauptpostamt der Stadt |
| 26    | US Post Office – Oroville Main         | weitere Bilder                   | 11. Jan. 1985 ID-Nr. 85000123 | 1735 Robinson St. 39° 30′ 40,2″ N, 121° 33′ 42,3″ W                                             | Oroville      | Ein im Übergangsstil zwischen der Beaux-Arts-Architektur und dem Stripped-Classicism-Stil ausgeführtes und im Jahr 1933 fertiggestelltes Postgebäude; zwei Straßenblöcke vom zentralen Geschäftsviertel entfernt gelegen; eines der monumentalsten Bauwerke der Stadt und das einzige Bundesgebäude in Oroville |